# Sagaie
Ne doit pas être confondu avec ERC-90 Sagaie.

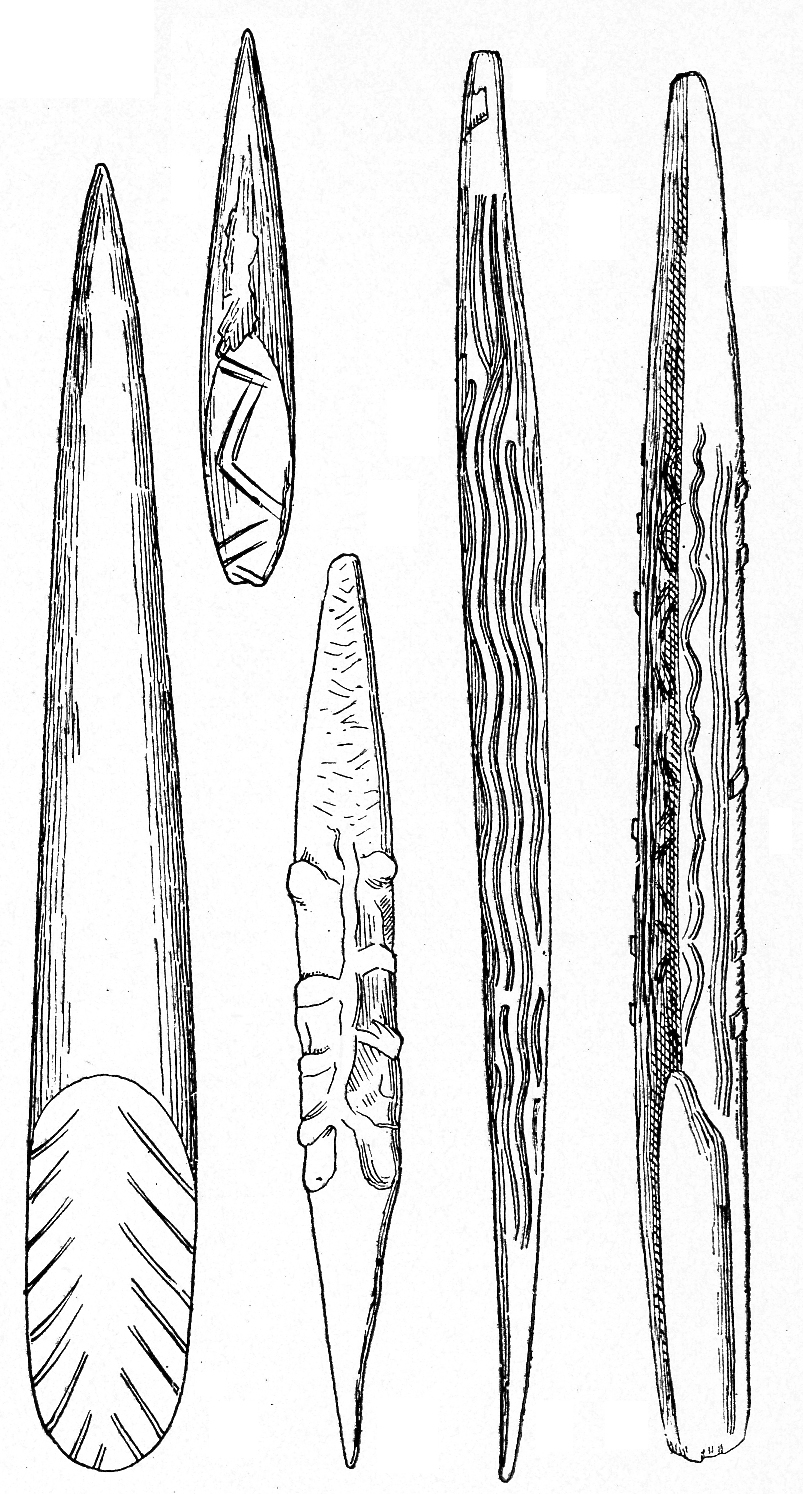
Pointes de sagaies.De gauche à droite : sagaie à base biseautée (Le Placard, Charente), sagaie à base biseautée (Brassempouy), deux doubles pointes en bois de renne et sagaie à base évidée en bois de renne (Laugerie-Basse)

La sagaie (de l'arabe transcrit az-zaġāyah, dérivé du berbère zagaya) est un type de lance courte utilisée comme arme de jet, plus lourde que le javelot, la lame étant plus développée que ce dernier. Elle est largement répandue parmi les peuples d'Afrique. La version européenne de la sagaie est plutôt connue sous le nom de javeline.

## Description
Généralement composite, elle peut comporter une hampe en bois et une pointe effilée en matériau plus résistant.

## Préhistoire
La pointe ou tête de sagaie est souvent la seule partie que l'on retrouve dans le cas des objets préhistoriques;  os, silex (microlithes). 
Les types d'aménagement destinés à fixer la pointe de sagaie sur sa hampe ont beaucoup varié et sont caractéristiques des différents technocomplexes du Paléolithique supérieur :
- pointe de sagaie à base fendue ou pointe d'Aurignac, caractéristique de l'Aurignacien ancien ;
- pointe de sagaie losangique, caractéristique de l'Aurignacien ancien ;
- pointe de sagaie à méplat, caractéristique du Solutréen ou du Magdalénien supérieur ;
- pointe de sagaie à rainure, caractéristique du Magdalénien moyen ;
- pointe de sagaie à base fourchue, caractéristique du Magdalénien moyen et supérieur.

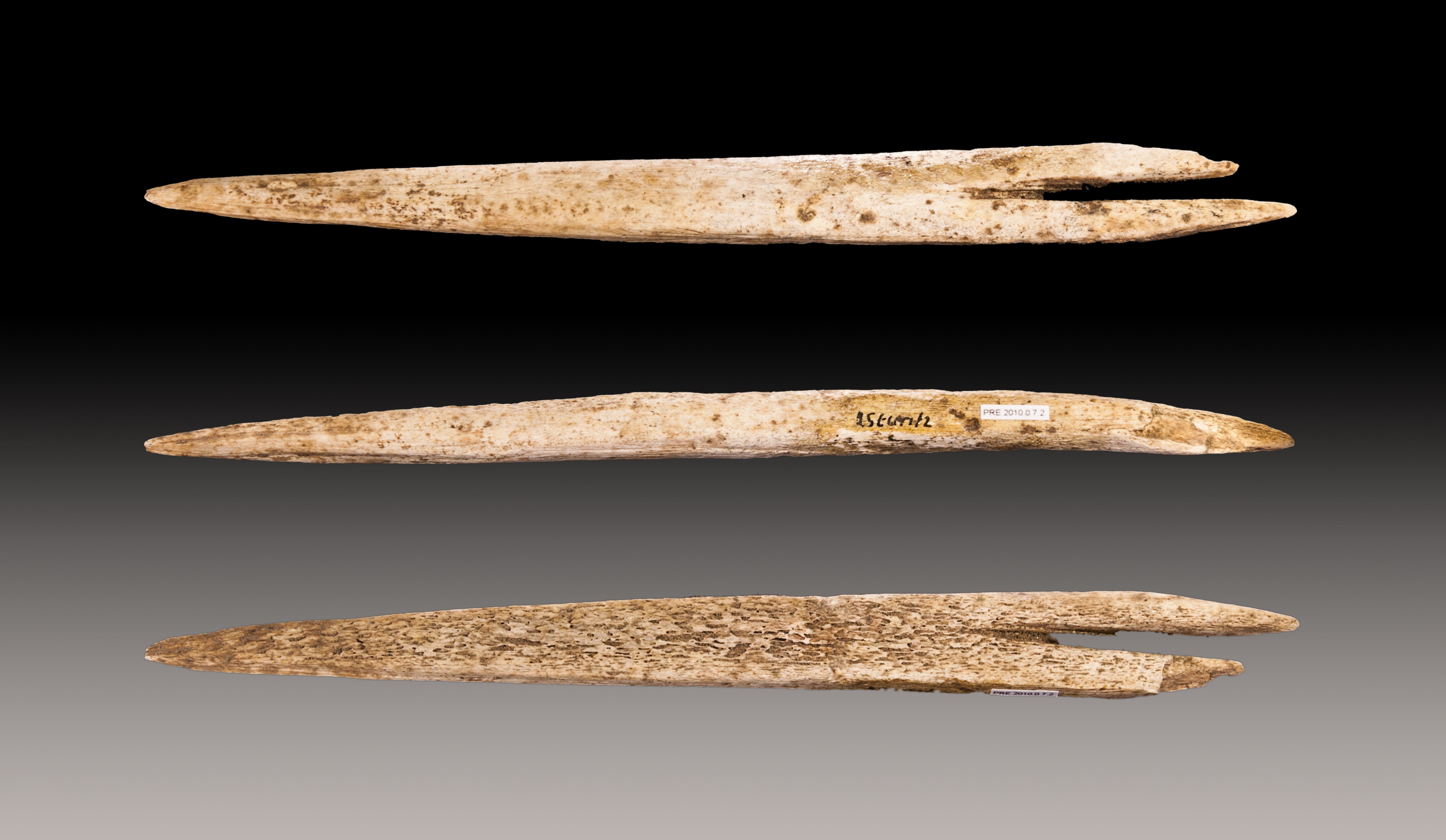
Pointe de sagaie, Magdalénien, Muséum de Toulouse

### Sagaie de Lussac-Angles
La sagaie de Lussac-Angles est définie par Henri Breuil en 1912 : « les pointes à base en biseau simple deviennent toute mignonnes, souvent très courtes, avec une ou plus souvent deux profondes rainures opposées ». (Une « base en biseau simple » signifie que le biseau est à l'extrémité opposée à la pointe.) 

Mais l'expression « sagaie de Lussac-Angles » n'apparaît dans la littérature qu'en 1957, avec la publication de Allain et Descout qui en donnent la première définition véritable  - quoique succincte - : « Au-dessus du Magdalénien III, tel qu'il apparait dans les couches inférieures d'Angles et de la Marche, avec ses courtes sagaies à long biseau simple, non strié, et double rainure dorsale et ventrale,.
Le cahier sur les sagaies de la collection des Fiches typologiques de l'industrie osseuse préhistorique, publié en 1988, réunit enfin toutes les données caractéristiques de la sagaie de Lussac-Angles : 
elle a une forme lancéolée ; ses bords sont symétriques ; sa partie distale est accolée à sa partie mésiale et elle n'a pas de fût (ou partie mésiale) ; elle porte toujours une rainure sur la face supérieure mais la rainure sur la face inférieure n'est présente que dans 50% des cas et cette dernière, quand elle existe, est toujours plus courte et plus large que la rainure de la face supérieure (ceci parce que la spongiosa, plus tendre, est toujours sur la face inférieure). La ou les rainures sont profondes à très profondes et bien délimitées ; leur section est le plus souvent en forme de V dissymétrique mais peut aussi être en forme de V symétrique ; elles sont toujours parallèles à l'axe longitudinal de la sagaie et bien centrées latéralement. La rainure de la face supérieure s'étend généralement sur la portion proximale de la partie distale et sur la portion distale de la partie biseautée, soit 30% de la longueur totale de la sagaie ; la rainure de la face inférieure ne s'étend que sur la portion proximale de la partie distale, soit 21% de la longueur totale de la sagaie. 

C'est une sagaie courte : sa longueur la plus courante est comprise entre 6 et 8 cm (61% des cas), mais la plus petite est de 4 cm et la plus grande mesure 14 cm. La largeur maximale, toujours placée dans la partie biseautée, est de 10 à 12,5 mm ; elle est proportionnellement plus épaisse que d'autres sagaies du fait de sa petite longueur. 

La longueur du biseau des pièces étudiées pour lesquelles il est encore intact, est importante : environ 4 cm en moyenne, soit un peu plus de la moitié de la longueur totale. Les armatures dites « de Lussac-Angles » se caractérisent par leur extrémité distale tranchante. 

Elle est toujours réalisée en bois de renne.
La sagaie de Lussac-Angles s'est probablement développée initialement à Angles-sur-l'Anglin et à la Marche (commune de Lussac-les-Châteaux) dans la Vienne et est plus ou moins considérée comme un « fossile-directeur » du Magdalénien III de Breuil, c'est-à-dire le Magdalénien moyen (16 500-14 500 ans AP). Elle s'est diffusée vers le sud et on la retrouve depuis le sud du Bassin parisien jusqu'aux Pyrénées françaises et la région cantabrique, en passant par le Poitou-Charentes, le Limousin, le Massif central et le Sud-Ouest aquitain. Ainsi elle est dans l'Yonne à la grotte du Trilobite d'Arcy, dans les Hautes-Pyrénées à Troubat, en Haute-Garonne à Marsoulas, Montconfort, les Scilles (grottes de la Save sur Lespugue) et Gourdan, en Ariège dans la salle des Morts de la grotte d'Enlène et à Montfort, dans l'Aude à Canecaude (Villardonnel)…
Cependant à Canecaude ces sagaies sont datées à 14 230 ans AP et à Enlène 13 940 ans AP, donc des dates plus récentes. Par ailleurs elles sont également présentes à Tito Bustillo,, ce qui indiquerait une occupation de cette grotte plus ancienne qu'il n'est généralement supposé. Inversement, la grotte d'El Mirón (municipalité de Ramales de la Victoria, Cantabrie) a livré ce type de sagaie dans une couche succédant immédiatement au « Magdalénien archaïque-Badegoulien » .
La sagaie à biseau simple et à section quadrangulaire est commune au Magdalénien III aquitain et au Magdalénien inférieur cantabrique, deux cultures apparaissant simultanément (et qui présentent un autre trait commun : une proportion importante de microlithes).
La notion de « culture de Lussac-Angles » est abordée par Jacques Allain dès 1985. En 2013 Christophe Delage l'aborde en détail minutieux.

## Période historique
Les sagaies sont largement répandues dans le continent africain.

### Iklwa
Au XIXe siècle, le nom du roi zoulou Chaka Zulu est associé à une modification de la sagaie : en raccourcissant la hampe et élargissant la lame, il crée une arme d'hast efficace. L'iklwa ou ixwa fut utilisée avec succès par les Zoulous et les Ndébélés.

Sagaies malgaches. Collection Gustave Julien MHNT
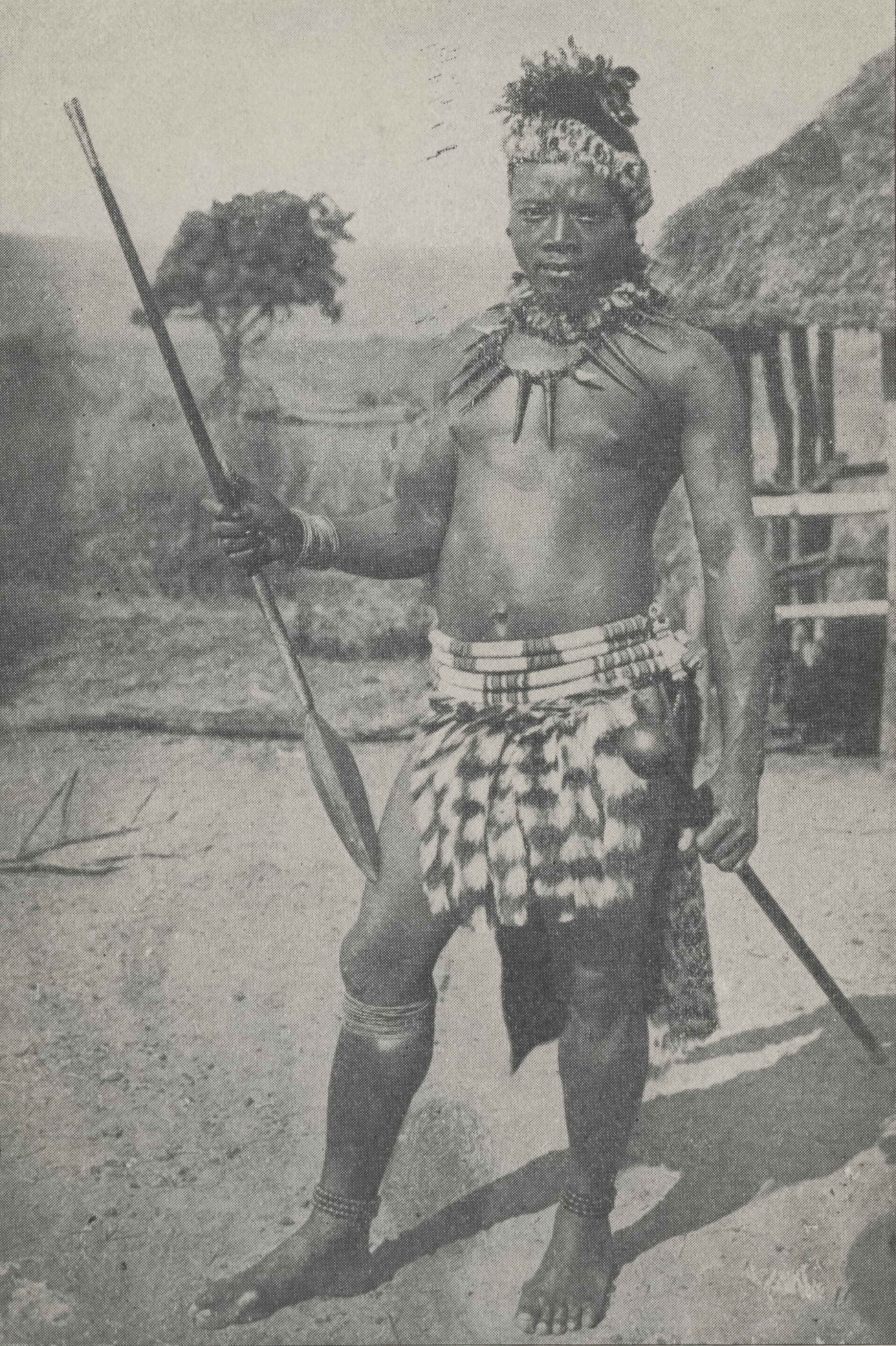
Guerrier zoulou avec Iklwa (1917)
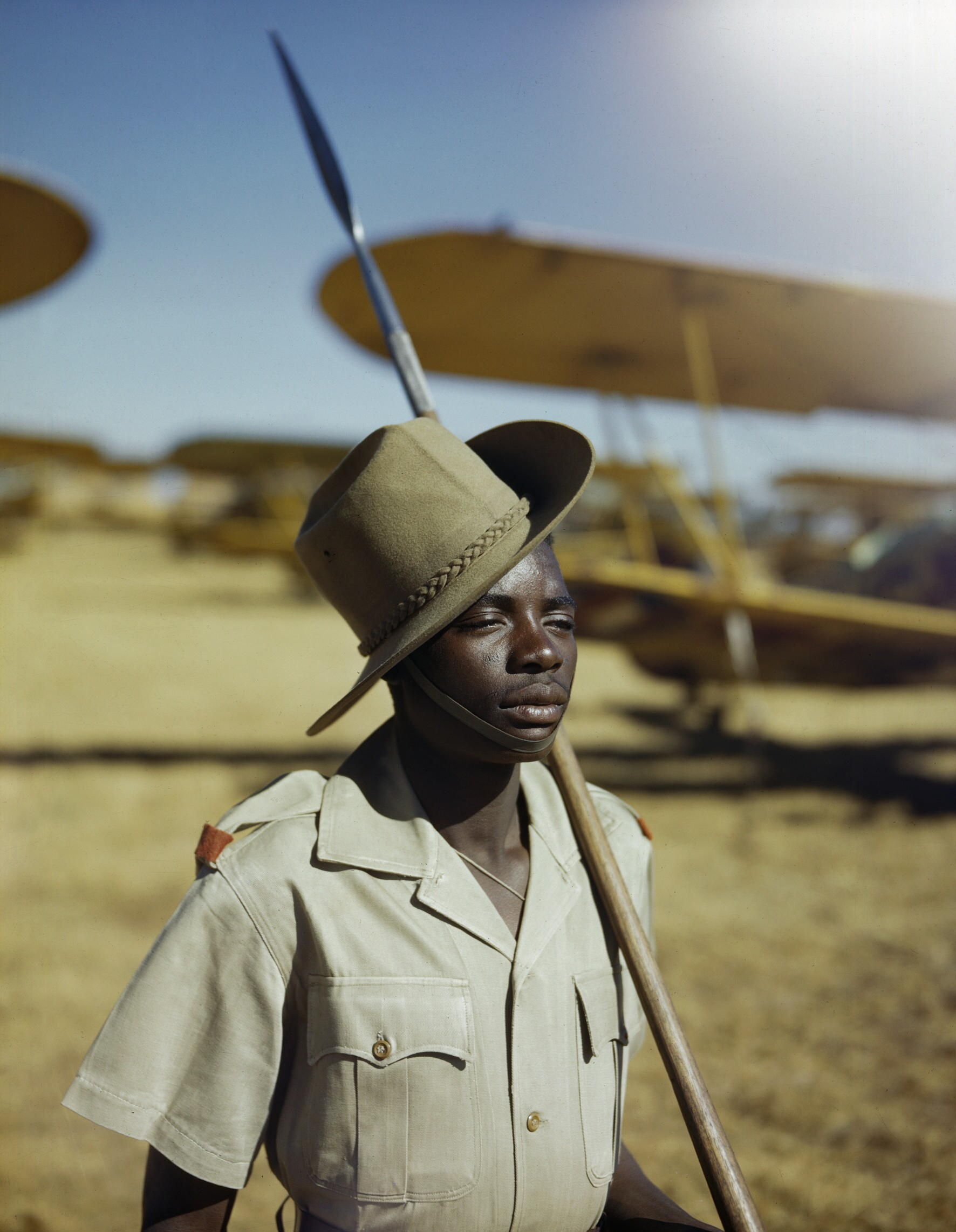
Sagaie d'un Askari d'Afrique du Sud, 1943

### Filmographie
- (en) Children throw toy assegais, film ethnographique de John Marshall, 1974, 4 min, sonore, couleur (montage d'images filmées dans la région de Nyae-Nyae au Kalahari au cours d'une expédition en 1957-58 : de jeunes garçons !Kung apprennent l'art de la chasse traditionnelle à l'aide de sagaies-jouets)